# Заречный (Балезинский район)
Заре́чный — село в Воегуртском сельском поселении Балезинского района Удмуртии.

## География
Село стоит на реке Кеп.

## История
В 1964 г. Указом Президиума ВС РСФСР поселок второй республиканской психиатрической больницы переименован в Заречный.

## Население
| 2010 | 2012 | 2014 |
| ---- | ---- | ---- |
| 178  | ↗182 | ↘158 |